# キーパー級設標船
キーパー級設標船（英語: Keeper-class coastal buoy tenders）は、1990年代にアメリカ沿岸警備隊が就役させた全長175フィート（53メートル）の設標船である。名称は灯台守（lighthouse keeper）にちなむ。

## 概要
キーパー級設標船は沿岸警備隊において航路標識（ATON, aids to navigation）の維持・管理、捜索・救難（SAR, search and rescue)、 法執行（LE, law enforcement)、不法移民船の摘発、海上安全検査、環境保護および資源保護といったさまざまな任務で活躍している。また、簡易砕氷船として使われることもある。

## 設計
船体の全長は175フィート（53m）で、第二次世界大戦中から使われていた180フィート級、157フィート級、133フィート級（それぞれ55m、48m、41m）の設標船を置き換えていった。乗組員の数も、それぞれ50人、35人、26人必要だったものが25人となり、財政的にも人的にも困窮しがちな沿岸警備隊の負担軽減に繋がっている。
キーパー級設標船は、ウィスコンシン州マリネットにあるマリネット・マリンで建造された。 

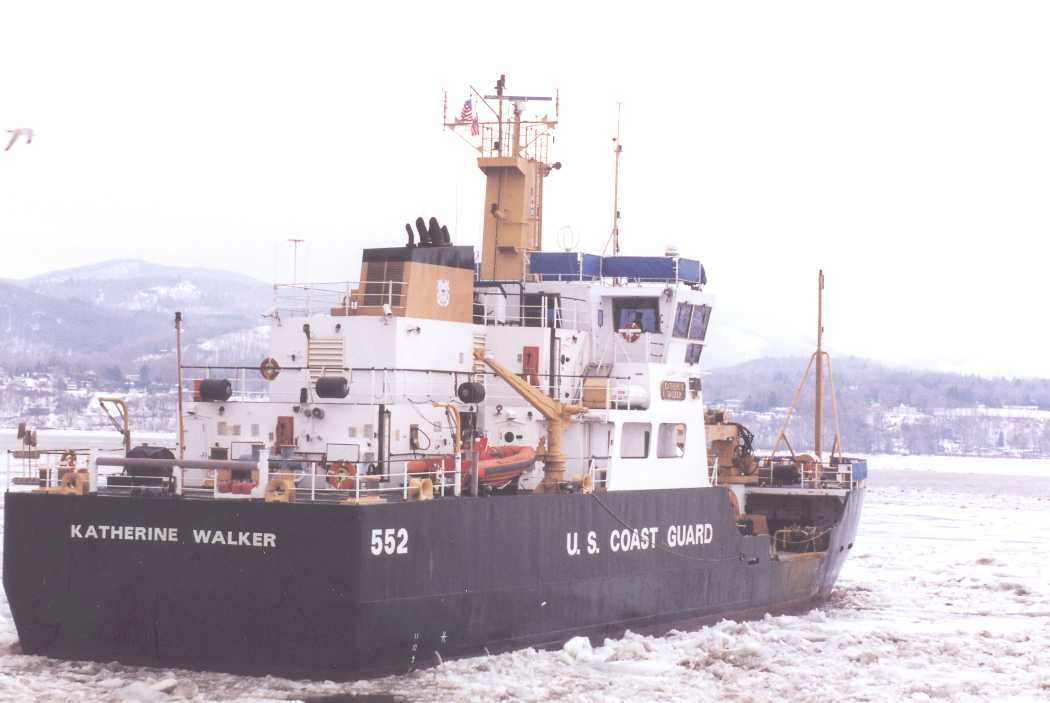
アメリカ沿岸警備隊の設標船 キャサリン・ウォーカー WLM-552

キーパー級設標船の推進・操舵系は、従来のスクリューと舵に代えてZドライブ式のアジマススラスターが採用されている。これは独立に360度回転させることができ、船首のスラスターと組み合わせることでさまざまな海況においてダイナミックな機動が行えるようになっている。さらに、GPS、DPS、ECDISといった現代的なナビゲーションシステムと連動させることで、定点保持も可能となっている。これにより、正確な位置に航路標識を設置できるようになった。

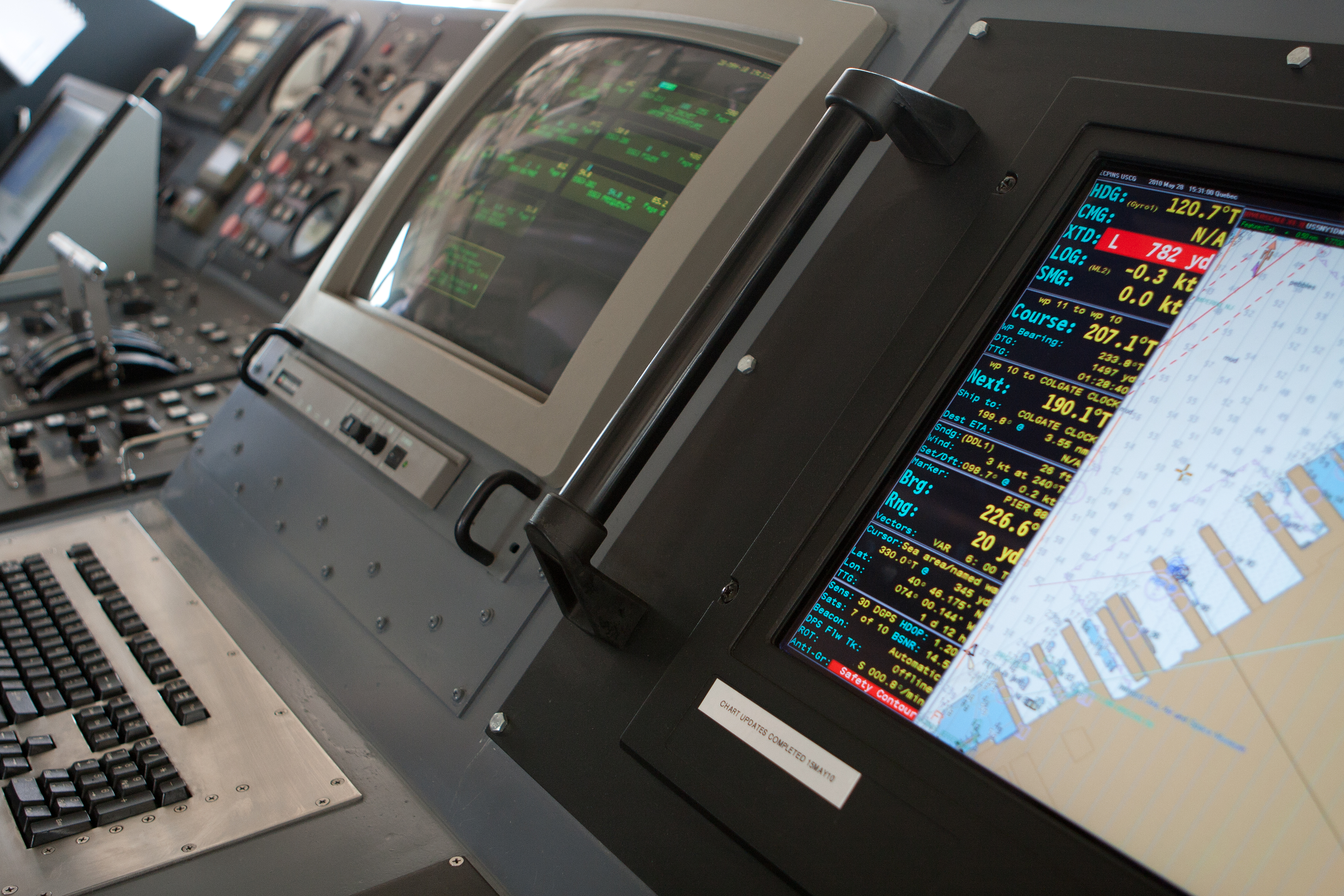
設標船 キャサリン・ウォーカー (WLM-552)の制御盤とモニタ

乗員は、さまざまな違法行為（密輸、密漁や不法移民）に対処する必要性から、小火器で武装している。 

## 同型船
2006年の時点で、下表に示す船が就役している。
| 船名                                     | 母港                                | 由来                     | 起工           | 進水            | 就役            |
| ---------------------------------------- | ----------------------------------- | ------------------------ | -------------- | --------------- | --------------- |
| USCGC アイダ・ルイス (WLM-551)           | ロードアイランド州 ニューポート     | アイダ・ルイス           | 1995年 1月23日 | 1995年 10月14日 | 1996年 11月1日  |
| USCGC キャサリン・ウォーカー (WLM-552)   | ニュージャージー州 ベイヨン         | キャサリン・ウォーカー   | 1996年 4月8日  | 1996年 9月14日  | 1997年 6月27日  |
| USCGC アビー・バージェス (WLM-553)       | メイン州 ロックランド               | アビー・バージェス       | 1996年 9月26日 | 1997年 4月5日   | 1997年 9月17日  |
| USCGC マーカス・ハンナ (WLM-554)         | メイン州 サウスポートランド         | マーカス・ハンナ         | 1996年 8月22日 | 1997年 8月23日  | 1997年 11月26日 |
| USCGC ジェームズ・ランキン (WLM-555)     | メリーランド州 ボルチモア           | ジェームズ・ランキン     | 1997年 4月21日 | 1998年 4月25日  | 1998年 8月26日  |
| USCGC ジョシュア・アップルビー (WLM-556) | フロリダ州 セントピーターズバーグ   | ジョシュア・アップルビー |                | 1998年 8月8日   | 1998年 11月20日 |
| USCGC フランク・ドリュー (WLM-557)       | バージニア州 ポーツマス             | フランク・ドリュー       |                | 1998年 12月5日  | 1999年 6月7日   |
| USCGC アンソニー・プティ (WLM-558)       | アラスカ州 ケチカン                 | アンソニー・プティ       |                | 1999年 1月30日  | 1999年 7月1日   |
| USCGC バーバラ・マブリティ (WLM-559)     | アラバマ州 モービル                 | バーバラ・マプリティ     |                | 1999年 3月27日  | 1999年 7月29日  |
| USCGC ウィリアム・テイト (WLM-560)       | ペンシルバニア州 フィラデルフィア   | ウィリアム・テイト       |                | 1999年 5月8日   | 1999年 9月16日  |
| USCGC ヘンリー・クレイボーン (WLM-561)   | テキサス州 ガルベストン             | ヘンリー・クレイボーン   |                | 1999年 6月26日  | 1999年 10月28日 |
| USCGC マリア・ブライ (WLM-562)           | フロリダ州 アトランティック・ビーチ | マリア・ブライ           |                | 1999年 8月28日  | 2000年 4月6日   |
| USCGC ヘンリー・ブレイク (WLM-563)       | ワシントン州 エバレット             | ヘンリー・ブレイク       |                | 1999年 11月20日 | 2000年 5月18日  |
| USCGC ジョージ・コブ (WLM-564)           | カリフォルニア州 サンペドロ         | ジョージ・コブ           |                | 1999年 12月18日 | 2000年 6月22日  |